# الخلاف الهندي الأردي

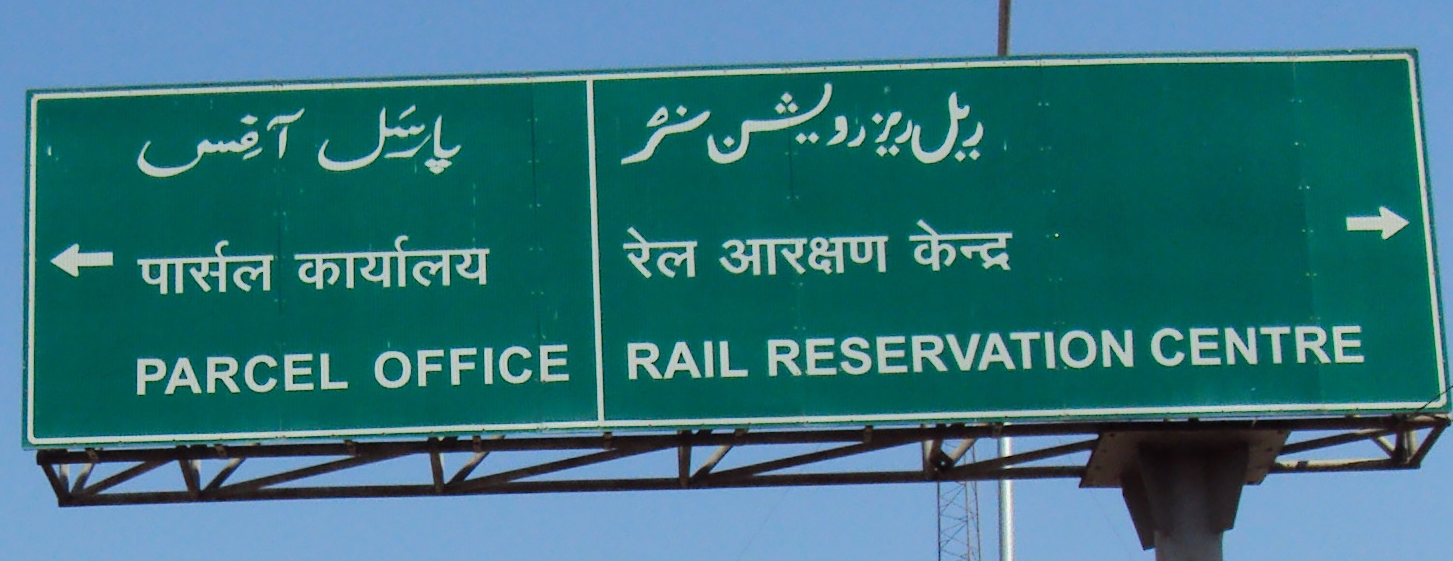

نشأ الخلاف الهندي الأردي في الهند المستعمرة في القرن التاسع عشر منبثقًا من النقاش بشأن ما إذا كان ينبغي اختيار اللغة الهندية أو الأردية كلغة وطنية. تُفهم اللغة الهندية والآردية عمومًا من حيث المصطلحات اللغوية باعتبارهما صيغتين أو لهجتين للغة واحدة؛ اللغة الهندستانية (أو الهندية الأردية)، والتي تُكتب بنظامي كتابة مختلفين: ديوناكري (للغة الهندية) والأبجدية الأردية (للأردية).
تمثل كل من الهندية والأردية صيغًا للهجة خاريبولي من الهندستانية. بدأ اختلاف مُفرَّس (من تفريس أي جعله فارسيًا) للهندستانية يتشكل خلال فترتي سلطنة دلهي (1206-1526 ميلادي) وسلطنة مغول الهند (1526-1858 ميلادي) في منطقة جنوب آسيا. ظهرت اللغة المعروفة بالدكنية (أو داخني) في جنوب الهند، وبأسماء مثل الهندية والهنداوية والهندستانية في شمال الهند وفي أماكن أخرى، كلغة مشتركة عبر معظم أنحاء الهند، وكُتبت في عدة نظم كتابية، بما في ذلك الأبجدية الفارسية، والديوناكري، والكايثي، والجرمخي.
شهدت صيغة نظام كتابة الأبجدية الفارسية لهذه اللغة عملية توحيد قياسية، وكذلك عملية تفريس في أواخر فترة المغول (القرن الثامن عشر)، ثم أصبحت تعرف بالأردية، وهو اسم مستمد من الكلمة الأتراكية أوردو (الجيش) أو أوردا، ويقال إنها ظهرت بوصفها «لغة المعسكر» أو «زبان أوردو» أو محليًا «لشكري زبان». بوصفها لغة أدبية، تشكلت الأردية في بيئة نبيلة وراقية. إلى جانب اللغة الإنجليزية، أصبحت أول لغة رسمية للهند البريطانية في عام 1850.
ظهرت الهندية كسجل أدبي موحد للخاريبولي في وقت لاحق، إذ كانت اللهجة البرجية اللغة الأدبية المهيمنة في نظام الديوناكري حتى القرن التاسع عشر وخلاله. أحرزت الجهود الرامية لتعزيز نسخة الديوناكري من لهجة الخاريبولي تحت اسم الهندية، تقدمًا في قرابة عام 1880 في محاولة لزحزحة المكانة الرسمية للأردية.
شهدت العقود القليلة الأخيرة من القرن التاسع عشر اندلاع خلاف حول الهندية والأردية في المقاطعات المتحدة (في الوقت الحاضر ولاية أوتر برديش، ثم عُرفت بـ «المقاطعات الشمالية الغربية و«أوده»). شملت أطراف النزاع في الخلاف مناصري كل من «الهندية» و«الأردية»، داعين إلى استخدام الهندستانية رسميًا مع نظام ديوناكري أو مع خط نستعليق، كلٌ بما يخصه. أنشِئت في شمال الهند حركات هندية تدعو إلى نمو الديوناكري ومركزه الرسمي. كان بابو شيفا براساد ومادان موهان مالافيا من أوائل مؤيدي هذه الحركة. أدى ذلك بالتالي إلى تطور الحركات الأردية المدافعة عن الوضع الرسمي للأردية، وكان السيد أحمد خان أحد أنصارها البارزين.
في عام 1900، أصدرت الحكومة مرسومًا يمنح وضعًا رمزيًا مساويًا لكل من الهندية والأردية. بدأت الهندية والأردية في التباعد اللغوي، مع اعتماد الهندية على السنسكريتية كمصدر أساسي للمفردات الرسمية والأكاديمية، مع محاولة واعية في كثير من الأحيان لتطهير اللغة من ما يعادلها من المشتقات الفارسية. من منطلق استيائه إزاء هذا الانقسام الهندوسي الإسلامي، اقترح غاندي إعادة دمج المعايير، باستخدام إما نظام ديوناكري أو الأبجدية الأردية، تحت المصطلح التقليدي العام الهندستاني. بدعم من المؤتمر الوطني الهندي والعديد من القادة المشاركين في حركة الاستقلال الهندية، حلت الهندية، في النظام الديوناكري، إلى جانب الإنجليزية، محل الأردية باعتبارها إحدى اللغات الرسمية للهند خلال تأسيس الدستور الهندي في عام 1950.